# داريو تاديتش
داريو تاديتش (بالألمانية: Dario Tadić)‏ هو لاعب كرة قدم بوسني ونمساوي في مركز الهجوم، ولد في 10 مايو 1990 في Odžak ‏ في البوسنة والهرسك. شارك مع منتخب النمسا تحت 19 سنة لكرة القدم ومنتخب النمسا تحت 21 سنة لكرة القدم. أما مع النوادي، فقد لعب مع أوستريا فيينا.

## وصلات خارجية
- داريو تاديتش على موقع الاتحاد الأوربي (الإنجليزية)
- داريو تاديتش على موقع قاعدة بيانات كرة القدم.إي يو (الإنجليزية)
- داريو تاديتش على موقع Soccerway.com (الإنجليزية)
- داريو تاديتش على موقع عالم كرة القدم.نت (الإنجليزية)